# Procolobus
Procolobus là một chi động vật có vú trong họ Cercopithecidae, bộ Linh trưởng. Chi này được Rochebrune miêu tả năm 1877. Loài điển hình của chi này là Colobus verus Van Beneden, 1838.

## Các loài
Chi này gồm các loài:
Theo MSW (6 tháng 3 năm 2011) và NCBI (6 tháng 3 năm 2011):
- Procolobus verus

Theo ITIS (6 tháng 3 năm 2011):
- Procolobus badius (Kerr, 1792)
- Procolobus pennantii (Waterhouse, 1838)
- Procolobus preussi (Matschie, 1900)
- Procolobus rufomitratus (Peters, 1879)
- Procolobus verus (Van Beneden, 1838)

## Hình ảnh

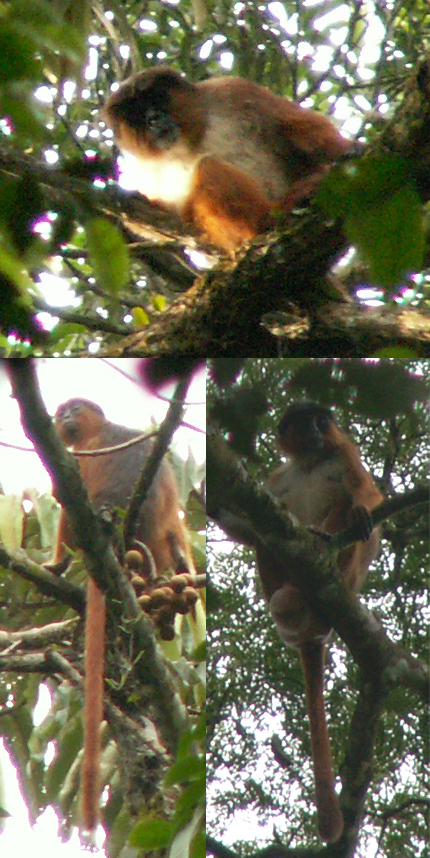